# Smoot Rock
Der Smoot Rock ist ein isolierter Felsvorsprung im westantarktischen Marie-Byrd-Land. Er ragt rund 11 km ostsüdöstlich des Mount Steinfeld und östlich des Kopfendes des Hull-Gletschers auf.
Der United States Geological Survey kartierte ihn anhand eigener Vermessungen und mithilfe von Luftaufnahmen der United States Navy aus den Jahren von 1959 bis 1965. Das Advisory Committee on Antarctic Names benannte ihn 1974 nach Henry T. Smoot, der von 1969 bis 1970 als Meteorologe auf der Byrd-Station tätig war.